# Спомен-црква на Грађенику
Спомен-црква на Грађенику је православни храм који се подиже на брду Грађеник, у атару села Кадина Лука, посвећен ратницима и учесницима Колубарске битке, невино настрадалим житељима околних места током Првог светског рата и Светим мученицама Вери, Нади, Љубави и мајци им Софији.
Пројектом је планирано да се у крипти похране кости ратника које се још налазе у обележеним и необележеним гробљима.

## Колубарска битка
Након Церске битке аустроугарска војска је, 6. новембра 1914. године, на челу са генералом Оскаром Поћореком поново кренула на Србију. Српска војска се тада нашла у безнадежном стању, недостајало јој је хране, одеће, обуће и поврх свега артиљеријске и пушчане муниције. После почетних неуспеха српске војске, генерал Живојин Мишић преузео је Прву српску армију од војводе Петра Бојовића, повукао своје трупе на положај Колубара–Сувобор-Љиг. После одмора, прегруписавања и попуне муницијом, покренут је 3. децембра 1914. године одлучан контранапад. Тада су десетковане 5. и 6. аустроугарска армија, ослобођен Београд и непријатељске трупе враћене преко Дрине и Саве.

## Брдо Грађеник
У географском смислу Грађеник представља брдо које припада планини Сувобор, као њен истурени обронак на централном, северном делу. Врх Грађеника је Чардак, који се налази на 645м.н.в. У историјском смислу, Грађеник представља један од најважнијих положаја српске војске у Колубарској бици и као такав је неизоставан појам у стручној војноисторијској литератури, као и књигама о овој знаменитој бици.
Оперативна зона фронта Прве српске армије у дефанзивном делу битке је била „Гукош–Бобија–Грађеник-Шиљкова коса–Баћенац-Црни врх–Сувобор”.

### Подизање споменика и крста
У спомен на српске ратнике изгинуле у Колубарској бици, на брду Грађеник је 1985. године, подигнута је спомен-плоча, да би 2006. године био уређен парк и трасирана планинарска стаза (маркирана стаза бр. 8 „Љиг–Грађеник–Рајац“, до планинарског дома), оним правцем куда је једним делом одступала Прва српска армија у Колубарској бици. Исте 2006. године, подигнут је на врху Грађеника и крст који је освештан од свештеника Станише Ђокића.

## Идеја о подизању спомен-цркве
После остварених акција, иницијативом Младена Драшкића из Кадине Луке, кренуло се са реализацијом идеје да се испод врха Чардак, на месту српских ровова подигне спомен-црква са костурницом и видиковцем. На плацу који је поклонио Божидар Васиљевић, освештан је 2009. године камен темељац и током 2010. године пробијен је пут у дужини од 1.400 метара, кроз делове њива које су поклонили мештани села.
Црква се гради по идејном решењу архитекте професора др Предрага Ристића, који је он поклонио, заједно са својим сином Савом, уз материјалну помоћ правних и физичких лица. Планирано је да се гради каменом из локалних мајдана. После подизања темеља, насипања терена тампоном од камена, тренутно се ради сечење и обрада камена којим ће се подизати зидови цркве.